# تايو كروز
تايو كروز (بالإنجليزية: Taio Cruz) واسمه الحقيقي أديتايو أيوييل أونايل أير (بالإنجليزية: Adetayo Ayowale Onile-Ere) هو مطرب وكاتب أغاني موسيقي بريطاني مولود في لندن في يوم 23 أبريل 1983 وهو من أصل أفرو-أمريكي فأبوه من أصل نيجيريّ وأمه برازيلية. بعد إطلاقه أغنية "I Just Wanna Know" سنة 2005 أصبح يعتبر من المطربين من ذوي الشهرة العالمية. كما أن أغنية "dynamite" سنة 2011 حققت نجاحا تجاريا كبيرا.

## روابط خارجية
- تايو كروز على موقع IMDb (الإنجليزية)
- تايو كروز على موقع ميوزك برينز (الإنجليزية)
- تايو كروز على موقع رولينغ ستون (الإنجليزية)
- تايو كروز على موقع إن إن دي بي (الإنجليزية)
- تايو كروز على موقع أول ميوزيك (الإنجليزية)
- تايو كروز على موقع ديسكوغز (الإنجليزية)
- تايو كروز على موقع ديسكوغز (الإنجليزية)
- تايو كروز على موقع قاعدة بيانات الفيلم (الإنجليزية)